# Arnold Palacios
Pour les articles homonymes, voir Palacios.
Pour les articles homonymes, voir Palacios.
Arnold Palacios, né le 22 août 1955 à Saipan (territoire sous tutelle des îles du Pacifique) et mort le 23 juillet 2025 à Dededo (Guam), est un homme politique américain, membre du Parti républicain puis indépendant à partir de 2021. Il est gouverneur des Îles Mariannes du Nord du 9 janvier 2023 à sa mort.

## Biographie
Arnold Palacios est diplômé de l'université d'État de Portland.
Il est président de la Chambre des représentants du territoire de 2008 à 2010, puis du Sénat de 2017 à 2019.
En novembre 2018, il est élu lieutenant-gouverneur des Îles Mariannes du Nord et prend ses fonctions en janvier 2019 auprès du gouverneur Ralph Torres. En 2021, il s'éloigne de celui-ci, quitte le Parti républicain et devient indépendant. Il se présente comme tel lors de l'élection gouvernorale de novembre 2022. Arrivé en tête au premier tour, il est élu au second le 25 novembre avec 54,1 % des voix. Il entre en fonction le 9 janvier 2023. Il meurt en fonction le 23 juillet 2025 à Guam.